# Émile Couillard
Pour les articles homonymes, voir Couillard.
Émile Auguste Louis Couillard, né le 21 avril 1880 à Saint-Sauveur-de-Pierrepont (Manche) et mort le 24 avril 1951 à Saint-Côme-du-Mont (Manche), est un historien, prêtre catholique, biographe et abbé français connu pour avoir écrit et publié, en 1931, un ouvrage de référence en matière de gastronomie : La Mère Poulard.

## Biographie
Émile Couillard naît dans le hameau des Duvées, dans la commune de Saint-Sauveur-de-Pierrepont. Il est issu d'une famille aisée d'artisans charpentiers.
Formé aux séminaires de Valognes puis de Coutances, il devient à 17 ans missionnaire au Mont-Saint-Michel, avant de devenir en 1903 l'un des douze chanoines permanents. Le statut religieux particulier de l'île, dans le contexte de séparation de l’Église et de l’État, lui confère le titre d'abbé, de chapelain et de curé. Il est d'ailleurs nommé indifféremment « curé du Mont » ou « abbé Couillard. »
Sous son nom ou sous le pseudonyme de Gingatz, il signe de nombreux articles dans La Croix et dans la revue mensuelle Les Annales du Mont-Saint-Michel. Il y défend notamment la nécessaire destruction de la digue qui menace le Mont-Saint-Michel de l'ensablement.
Le 7 novembre 1935, Émile Couillard est contraint par l'évêque de quitter le Mont-Saint-Michel. Ce dernier le mute au titre de chapelain du carmel de Cherbourg, puis du couvent de la Bucaille, toujours à Cherbourg, avant de l'envoyer terminer sa carrière à Saint-Côme-du-Mont de 1942 à 1951. Émile Couillard n'aura de cesse de revenir malgré tout au Mont-Saint-Michel, notamment en y emmenant les habitants de Saint-Côme-du-Mont à chaque saison. Le chanoine Paul Jourdan (1887-1964), chapelain du Mont-Saint-Michel pendant sept ans, a écrit la vie de l'abbé Couillard et collabora aux annales du Mont. À sa mort, fait exceptionnel, son corps est inhumé dans le petit cimetière du Mont-Saint-Michel.

## L'abbé Couillard et la mère Poulard
Contemporain de la mère Poulard, proche de cette dernière, il assiste au succès grandissant de sa cuisine. Lorsqu'elle décède en 1931, il achève de rédiger sa biographie, enrichie d'anecdotes glanées au cours des 28 ans qu'il a passés sur l'île, et de recettes de cuisine. L'ouvrage paru est salué par la critique. Il connaîtra plusieurs rééditions, notamment en 1997 et en 2013 par les éditions de La Découvrance.

## Publications
- La Mère Poulard, éditions Pierre Grossuet, Paris, 1931.
- Victorine Le Dieu de la Ruaudière : Mère Marie-Joseph de Jésus, fondatrice du patronage de Saint-Joseph, Éd. Apostolat de la presse, 1950.